# Walter Creutz
Walter Creutz (* 28. Juni 1898 in Osterfeld (Oberhausen); † 5. September 1971 in Neuss) war ein deutscher Psychiater. Er war psychiatrischer Dezernent des Provinzialverbandes der Rheinprovinz.

## Werdegang
Creutz war der Sohn eines Sanitätsrates Rudolf Creutz und dessen Ehefrau Elisabeth, geborene Symann. Er nahm am Ersten Weltkrieg teil. Danach studierte er Medizin an den Universitäten Münster sowie Bonn und wurde nach Studienende 1923 in Bonn zum Dr. med. promoviert. Ebenfalls 1923 wurde er approbiert.
1925 trat er in den Dienst der Rheinischen Provinzialverwaltung. Creutz war zunächst in der Heil- und Pflegeanstalt Bedburg-Hau und ab 1927 Düsseldorf-Grafenberg tätig, wo er unter Franz Sioli seine psychiatrische Facharztausbildung absolvierte. 1930 wurde er zum Oberarzt befördert. 1934 habilitierte er sich und wurde Privatdozent an der Medizinischen Akademie Düsseldorf.
Creutz trat zum 1. Mai 1933 der NSDAP (Mitgliedsnummer 2.404.421) und 1936 der SA bei. Ab Februar 1935 war er beim Provinzialverband der Rheinprovinz in Düsseldorf beschäftigt, wo er nach halbjähriger Probezeit zum Landesmedizinalrat ernannt wurde und als Medizinaldezernent für den Psychiatriebereich im Rheinland zuständig war. Obwohl kein „eifernder Nationalsozialist“ galt er doch als Befürworter der NS-Erbgesundheitspolitik, der jedoch laut Schmuhl Eugenik und die während der Weimarer Republik vollzogenen Schritte zu einer Psychiatriereform in einem Konzept verband. Sein wissenschaftliches Interesse galt der Medizingeschichte und der forensischen Psychiatrie. Er forderte 1938 „anlagebedingt Minderwertige“ und Psychopathen erschöpfende Zwangsarbeit verrichten zu lassen. Ab Mai 1939 hatte er neben seinem Amt als Medizinaldezernent auch den Posten des Geschäftsführers der Gesellschaft Deutscher Neurologen und Psychister inne.
Nach Beginn des Zweiten Weltkrieges leistete er vorübergehend bis Anfang Dezember 1940 als Sanitätsoffizier Militärdienst (Beratender Psychiater). 1940 erfolgte die Ernennung zum außerplanmäßigen Professor an der Medizinischen Akademie in Düsseldorf. Bis Oktober 1946 war Creutz Psychiatrie-Dezernent bei der Provinzialverwaltung. Er war bis zu seiner Beurlaubung im November 1946 Anstaltsarzt in Düsseldorf-Grafenberg. Von September 1947 bis November 1948 befand sich Creutz in Untersuchungshaft. Im Prozess hinsichtlich seiner Rolle bezüglich des nationalsozialistischen „Euthanasie“-Programms wurde Creutz am 27. Januar 1950 freigesprochen. Creutz war von 1951 bis 1966 als Chefarzt am St.-Alexius-Krankenhaus in Neuss beschäftigt.
Creutz ist u. a. Autor einer Geschichte der Neurologie vom 1. bis 7. Jahrhundert.
Walter Creutz war mit Edith Volkmann verheiratet. Der gemeinsame Sohn Rolf Creutz wurde ebenfalls Mediziner.